# Огибное (Нижегородская область)
Огибно́е — деревня в городском округе Семёновский, административный центр Огибновского сельсовета. Население — 350 человек (по переписи населения от 2010 года).
В деревне есть церковь, почта, администрация огибновского сельсовета и фельдшерский пункт. Работает аптека и продуктовый магазин. Функционирует пилорама, деревообрабатывающая мастерская и животноводческая ферма. С 2020 года ведется газификация (в 2023 году газификация в финальной фазе). Сельская жизнь тесно связана с обработкой полей и лесным хозяйством. В деревне развита спортивная жизнь: зимой на хоккейной коробке проходят состязания местных команд, по реке Керженец организуются сплавы на байдарках и плотах, в лесах есть туристическе тропы и охотничьи угодья (охотхозяйство «Природа»).

## География
Деревня располагается на правом берегу реки Керженец, в 39 километрах к северу от районного центра города Семёнов и 100 километрах к северо-востоку от Нижнего Новгорода.

## История

#### История деревни
Деревня Огибное основана старообрядцами поморского согласия, бежавшими после церковной реформы в керженские леса от преследований со стороны государства и православной церкви.
Свое название деревня получила потому что она имеет очертания в виде дуги и огибает излучину реки Керженца.
Впервые деревня упоминается в документе «Нижегородская духовная консистория, духовные правления и церкви Нижегородской епархии» Ф.570. Оп.555. Д.42, хранящейся в ЦАНО. Упоминание датировано февралем 1760 года:
В 1760 г. архимандриту Успенского монастыря Симеону указывалось «быть вспомогателем» священнику Ивану Сокольскому, отправленному на Керженец с предписанием «иметь разговоры» с местными старообрядцами о их переходе в официальное православие, «и задать приличные вопросы, и собрав их всяким образом увещевать».

В феврале 1760 г. Симеон и Иван Сокольский ездили к «келейным жителям с таковым намерением». Выборный староверов, крестьянин деревни Огибнова Никита Васильев, был вынужден собрать своих единоверцев, но «на перекличке многих из них не явилось, а на вопрос де их о тех неявившихся реченной выборной показал, что куда де оные отбыли и для чего из своих урочищ отлучились, не знает». 
Наиболее ранние географические карты, которые удалось обнаружить, с упоминанием деревни датируются 1792 годом. На карте Костромского наместничества нанесен старообрядческий Скидъ Агибновской, а рядом, на правом берегу реки Керженец, деревня Агибная.
Однако на генеральной карте Костромской губернии от 1822 года название деревни занесено как Огибнова (Oghibnowa). На более поздних картах губернии уже отображено современное название — Огибное.
К 1907 году, согласно сведениям Бортновского волостного приказа, в деревне было 104 двора и 400 душ населения.

#### История административно-территориальной принадлежности
1778—1796 — Бортновская волость Макарьевский уезд Унженской области Костромского наместничества
1796—1918 — Бортновская волость Макарьевский уезд Костромской губернии
1918—1922 — Бортниковская волость Ковернинский уезд Костромской губернии
1922—1929 — Ковернинская волость Семёновский уезд Нижегородской губернии
1929—1936 — Семёновский район Нижегородской области/Нижегородского края/Горьковского края
1936—1990 — Семёновский район Горьковской области
1990—2010 — Семёновский район Нижегородской области2010-н.в. — городской округ Семёновский Нижегородской области

#### Исторические районы
Рудако́во — часть Огибного вдоль правого берега реки Керженец. По одной из версий, имело производное значение от слова «род» и первоначально звучало, как РОдаково (эта часть Огибного самая старинная, деревня начала застраиваться именно отсюда).
Соба́чье — часть Огибного на правом берегу Керженца выше по течению от Рудако́во. Насчет Собачьего есть легенда (историей этой поделилась Туманова (Качкова) Валентина), что монахини разорённого скита «Агибновской» переселились вверх по Керженцу от деревни Агибная. Как раз на место, где сейчас находится деревенское православное кладбище в конце Собачьего. Жили обособленно. Вели свое хозяйство. Летом передвигались до ближайших населенных пунктов на лодках, а зимой, когда Керженец и заболоченную округу сковывало льдом ездили на санках, в которые запрягали собак. Жители слышали лай собак и знали — монахини едут. Так и назвали тот край — Соба́чье. Пребывание монахинь именно на территории кладбища подтверждает ещё тот факт, что уже в наше время, когда копали могилы для родных, на территории находили глиняные чугунки и прочие предметы крестьянского быта.
Лифа́ниха — возвышенность (в народе — гора), в низине которой расположено Рудако́во.
Мельничные горки — место к юго-западу от деревни, где были расположены Мельницы.

## Улицы
- ул. Шофёрская. Проходит сквозь всю деревню, она же часть трассы Семёнов — Ильино-Заборское.
- ул. Микрорайон. Центр деревни, где расположены все административные здания, Почта, Магазины, Аптека, Дом Культуры, Библиотека.
- ул. Новая. Соответствуя своему названию, является самой новой из появившихся улиц Огибного.
- ул. Береговая. Исторические районы Рудако́во и Соба́чье.

## Мобильная связь
Деревня входит в зону покрытия сотовых операторов «МегаФон» (Йота), «МТС», «Теле2». В деревне расположены две вышки, создающих покрытие связью ближайших населенных пунктов(Токарево, Дёмиха) и магистральный ретранслятор, обеспечивающий канал связи в сторону населенного пункта Ильино-Заборское.

## Культура
В деревне есть несколько культурных объектов муниципального подчинения, памятник героям Великой Отечественной войны и религиозный объект — «Храм Святой Богородицы» (храм построен на улице Береговая, в 200х годах). Среди муниципальных объектов — библиотека и деревенский клуб. В клубе есть небольшой музей предметов деревенского быта, начиная с 19 века.

В клубе работает секция самодеятельности для детей (рисование, изделия из дерева и текстиля), есть сцена для представлений и демонстрации кинематографа. Кроме этого, деревенскими жителями организована хоккейная коробка, на которой происходят матчи местных команд в зимний период. 
- Храм Покрова Святой Богородицы, вид с трассы
- Памятник героям ВОВ 1941-1945
- Секция детского творчества в клубе
- Экспозиция предметов деревенского быта

## Достопримечательности

#### Синь-камень (Синий камень)
Примерно на 5 км севернее Огибного, где в Керженец с левой стороны впадает небольшой ручей, поднимаясь от него в гору, можно увидеть старый валун. Диаметр этого валуна примерно 2 метра. Свое название он получил за характерный оттенок синего цвета. Точные координаты Синего камня: 57°07′37.22′′ N 44°34′39.39′′ E
По легенде, под камнем зарыт клад. Причём есть две разные версии легенды. Первая, — что спрятаны под ним сокровища остатка войска Степана Разина, который поднимался по Керженцу в половодье на своих кораблях. Другая легенда, — что жила где-то с тех местах старообрядка Евфимия, и что это её богатство лежит под камнем.
Местные жители и приезжие неоднократно пытались найти спрятанный клад, но безуспешно. Самый известный пример связан с латышским бароном фон Бурдером (родом из Риги), который поселился в деревне Поломное в начале XX века. Он узнал про клад под камнем. Нанял помощников. Камень был подкопан, но обрушился и просел наполовину, после чего барон забросил идею поиска клада.
В более поздние времена поиски клада продолжились, камень был обкопан по периметру. Клад искали с металлоискателем, но не было найдено ничего, кроме пары монет, оброненных лесорубами.

#### Часовенный поклонный столб
Представляет собой обработанный камень базальтовых пород. Гравировка камня придает ему очертания часовни (выгравированная башенка с нишей для колокола и треугольный орнамент напоминающий крышу). Это сооружение не имеет внутреннего пространства, но обозначает сакральность того места, где оно установлено и фактически играет ту же роль, что и часовни в больших городах.
Подобные объекты встречаются в деревнях Семеновского городского округа (Татарка, Арефьево, Большая Погорелка, Гари, Красные Усады, Михайлово, Огибное) и Ковернинского района (Берёзовка и Тарасово). На некоторых из них можно встретить надписи, сделанные в конце XIX века.
По наблюдению исследователя Андрея Павлова, все известные на сегодня и выявленные на месте столбы, за некоторым исключением, укладываются на карте в условную линию: Хохлома — Варнавино. Вероятно это связано с проходившем в этом месте старинным трактом. Самый необычный из поклонных столбов расположен в деревне Татарка.

## Транспорт
От ЖД вокзала города Семёнов до деревни ежедневно ходит рейсовый автобус № 118 (Семёнов — Ильино-Заборское). Время в пути ~1 час.
Альтернативный, более быстрый и в то же время более дорогой, вариант — воспользоваться услугами такси. Время в пути ~30 минут.

## Галерея
- Вид на деревню Огибное с северных полей
- Вид на остовы старого моста через р.Керженец
- Ул. Береговая зимой
- Колодец в дер.Огибное ночью
- Распространенное в деревне украшение плетеней
- Зимний вечер на ул.Береговая
- Расчищенная от снега улица зимним вечером
- Центральная улица деревни "Микрорайон"
- Храм Покрова Пресвятой Богородицы со стороны улицы

## Ресурсы
1. Группа истории Огибного в Одноклассниках Архивная копия от 24 июня 2021 на Wayback Machine
2. Группа во ВКонтакте Архивная копия от 8 октября 2014 на Wayback Machine
3. Старые фотографии деревни Архивная копия от 28 июня 2021 на Wayback Machine